# 니콜라 요키치
니콜라 요키치(세르비아어: Никола Јокић, Nikola Jokić, 세르보크로아티아어 발음: [nǐkola jôkitɕ] ( 듣기), 1995년 2월 19일~)는 세르비아의 농구 선수로 포지션은 센터이다. 현재 전미 농구 협회(NBA)의 덴버 너기츠 소속으로 뛰고 있다. NBA 이전에는 고국인 세르비아의 프로 농구 리그 ABA 리그의 팀인 메가 바스케트에서 3년간 활약했으며, 2014년 NBA 드래프트에서 2라운드 41순위로 덴버 너기츠에게 지명되며 덴버의 선수가 되었다. 덴버 너기츠로 이적한 후 NBA MVP를 2회 받으며, 팀을 대표하는 프랜차이즈 스타로 떠올랐으며,  2016년 하계 올림픽에서 세르비아 대표팀 선수로 출전해 은메달을 획득하면서 세르비아의 독립 이후 최초의 올림픽 농구 메달을 선사했다.

## NBA 경력

### 덴버 너기츠
요키치는 2014년에 2014 NBA 신인 드래프트에 참가하여 2라운드 전체 41순위로 덴버 너기츠에 지명되었다. 요키치는 지명 직후 바로 NBA에서 데뷔하지 않고 고향 세르비아에서 1년을 더 보냈다. 2015년 그는 NBA 데뷔 초 낮은 지명 순위로 인해 별다른 관심을 모으지 못했으나, 곧바로 실력을 선보이며 올-루키 퍼스트팀에 선정되었다. 이후 지속적인 성장을 거듭한 끝에 자말 머레이와 함께 덴버 너기츠의 핵심 자원으로 거듭났으며, 2021년과 2022년에는 NBA 역사상 최저 지명 순위로 NBA 정규시즌 MVP를 차지하는 기염을 토했다.

## 경력 통계

### NBA

#### 정규 시즌
| 시즌    | 팀     | 경기 | 선발 | 출장시간 | 야투% | 3점슛% | 자유투% | 리바운드 | 어시스트 | 스틸 | 블록 | 득점 |
| ------- | ------ | ---- | ---- | -------- | ----- | ------ | ------- | -------- | -------- | ---- | ---- | ---- |
| 2015-16 | 덴버   | 80   | 55   | 21.7     | .512  | .333   | .811    | 7.0      | 2.4      | 1.0  | .6   | 10.0 |
| 2016-17 | 덴버   | 73   | 59   | 27.9     | .577  | .324   | .825    | 9.8      | 4.9      | .8   | .8   | 16.7 |
| 2017-18 | 덴버   | 75   | 73   | 32.6     | .500  | .396   | .850    | 10.7     | 6.1      | 1.2  | .8   | 18.5 |
| 2018-19 | 덴버   | 80   | 80   | 31.3     | .511  | .307   | .821    | 10.8     | 7.3      | 1.4  | .7   | 20.1 |
| 2019-20 | 덴버   | 73   | 73   | 32.0     | .528  | .314   | .817    | 9.7      | 7.0      | 1.2  | .6   | 19.9 |
| 2020-21 | 덴버   | 72   | 72   | 34.6     | .566  | .388   | .868    | 10.8     | 8.3      | 1.3  | .7   | 26.4 |
| 2021-22 | 덴버   | 74   | 74   | 33.5     | .583  | .337   | .810    | 13.8     | 7.9      | 1.5  | .9   | 27.1 |
| 경력    | 경력   | 527  | 486  | 30.4     | .542  | .345   | .830    | 10.4     | 6.2      | 1.2  | .7   | 19.7 |
| 올스타  | 올스타 | 4    | 2    | 16.3     | .706  | .500   | —       | 6.8      | 3.5      | .5   | .3   | 6.8  |

#### 플레이오프
| 시즌 | 팀   | 경기 | 선발 | 출장시간 | 야투% | 3점슛% | 자유투% | 리바운드 | 어시스트 | 스틸 | 블록 | 득점 |
| ---- | ---- | ---- | ---- | -------- | ----- | ------ | ------- | -------- | -------- | ---- | ---- | ---- |
| 2019 | 덴버 | 14   | 14   | 39.8     | .506  | .393   | .846    | 13.0     | 8.4      | 1.1  | .9   | 25.1 |
| 2020 | 덴버 | 19   | 19   | 36.5     | .519  | .429   | .835    | 9.8      | 5.7      | 1.1  | .8   | 24.4 |
| 2021 | 덴버 | 10   | 10   | 34.5     | .509  | .377   | .836    | 11.6     | 5.0      | .6   | .9   | 29.8 |
| 2022 | 덴버 | 5    | 5    | 34.2     | .575  | .278   | .848    | 13.2     | 5.8      | 1.6  | 1.0  | 31.0 |
| 경력 | 경력 | 48   | 48   | 36.8     | .519  | .396   | .841    | 11.5     | 6.4      | 1.0  | .9   | 26.4 |

## 수상내역
- NBA MVP 2회 (2021-2022)
- NBA 올스타 4회 (2019-2022)
- 올-NBA 퍼스트 팀 3회 (2019, 2021-2022)
- 올-NBA 세컨드 팀 (2020)
- NBA 올-루키 퍼스트팀 (2010)
- 세르비아 올해의 선수상 (2018, 2021)
- ABA 리그 MVP (2019)
- ABA 리그 탑 프로스펙트 (2015)
- 2020년 도쿄 올림픽 남자농구 은메달

## 같이 보기
- 올림픽 농구 메달리스트 목록